# Ministério da Defesa Nacional da China
O Ministério da Defesa Nacional da República Popular da China (chinês tradicional: 中華人民共和國國防部, chinês simplificado: 中华人民共和国国防部, pinyin: Zhōnghuá Rénmín Gònghéguó Guófángbù) ou simplesmente "Ministério da Defesa Nacional" (chinês tradicional: 國防部, chinês simplificado: 国防部, pinyin: Guófángbù) é o segundo ministério de maior importância no Conselho de Estado. É chefiado pelo Ministro da Defesa Nacional. 
O Ministério foi criado de acordo com a decisão adotada pela 1ª Sessão do 1º Congresso Nacional do Povo em 1954. Em contraste com o que é praticado em outras nações, o Ministério da Defesa Nacional não exerce autoridade sobre o Exército de Libertação Popular, que é subordinado à Comissão Militar Central. Em vez disso, o Ministério serve apenas como um órgão de ligação que representa a Comissão e o Exército ao lidar com forças militares estrangeiras em questões de intercâmbio e cooperação militar. 
Suas responsabilidades oficiais seriam exercer uma administração unificada em todos os âmbitos das forças armadas do país, como recrutamento, organização, equipamento, treinamento, pesquisa, e a classificação e remuneração dos oficiais e militares do Exército de Libertação Popular. No entanto, essas responsabilidades são todas realizadas pelos 15 departamentos da Comissão Militar Central. 

## Organização
Existem vários departamentos no Ministério da Defesa Nacional: 
- Gabinete Geral
- Gabinete de Relações Exteriores
- Gabinete de Manutenção da Paz
- Gabinete de Recrutamento

O Gabinete Geral do Ministério da Defesa Nacional é, de facto, o mesmo órgão que o Gabinete Geral do Departamento de Equipe Geral. Outros gabinetes também contam com pessoas do Departamento de Equipe Geral. 